# Jack (Album)
Jack ist ein Musikalbum des Kaluza Quartetts um die Saxophonistin Anna Kaluza. Die am 8. September 2023 live im Veranstaltungsort Sowieso in Berlin entstandenen Aufnahmen erschienen am 27. März 2024 auf AUT Records.

## Hintergrund
Das Album Jack ist das Debüt des Kaluza Quartetts. Mit Anna Kaluza am Altsaxophon spielten Christof Thewes (Posaune), Jan Roder (Kontrabass) und Kay Lübke (Schlagzeug).

## Titelliste
- Kaluza Quartet: Jack (AUT 07)

1. Unterseiten 27:26
2. Wieso (So) 3:26
3. Kaltnadelarbeit 13:25
4. Der Pudel II 4:37

## Rezeption
Anna Kaluza, die man vielleicht zuvor im Hanam-Quintett und im ACM-Trio (mit Céline Voccia, Matthias Bauer) gehört hat, verschiebe hier gemeinsam mit ihren Kollegen weiterhin die Grenzen des musikalischen Ausdrucks, schrieb Jan Granlie in Salt Peanuts. Der Livemitschnitt würde die rohe Energie und flüchtige Schönheit der freien Improvisation einfangen und Jack zu einem guten Beitrag zum europäischen Modern Jazz machen. Auf eine feine Weise würde die Gruppe in ihr relativ freies, musikalisches Universum entführen. Vor allem Roder trage dazu bei, auf großartige Weise in ihr relativ freies, musikalisches Universum. Vor allem Bassist Jan Roder trage mit seinem äußerst spannendem Spiel seinen Teil dazu bei, dass das Quartett mehr ist als nur ein oder zwei Solisten und Bass- und Schlagzeugbegleitung. Dies sei ein solides Debüt eines Quartetts geworden, bei dem man fast hören könne, dass es aus Berlin komme. Viele der Veröffentlichungen der reichhaltigen Jazzszene in Berlin, die sich vom Rest Europas und des Commonwealth abhebe, hätten etwas Besonderes, und das Kaluza Quartet liefere mit Jack eine der besseren Platten in dieser Kategorie.